# Laytonville
Laytonville és una concentració de població designada pel cens dels Estats Units a l'estat de Califòrnia. Segons el cens del 2000 tenia 1.301 habitants.

## Demografia
Segons el cens del 2000, Laytonville tenia 1.301 habitants, 496 habitatges, i 344 famílies. La densitat de població era de 99,7 habitants/km².
Dels 496 habitatges en un 33,3% hi vivien nens de menys de 18 anys, en un 46,2% hi vivien parelles casades, en un 15,1% dones solteres, i en un 30,6% no eren unitats familiars. En el 23,4% dels habitatges hi vivien persones soles el 8,7% de les quals corresponia a persones de 65 anys o més que vivien soles. El nombre mitjà de persones vivint en cada habitatge era de 2,62 i el nombre mitjà de persones que vivien en cada família era de 3,03.
Per edats la població es repartia de la següent manera: un 25,7% tenia menys de 18 anys, un 9,6% entre 18 i 24, un 26,7% entre 25 i 44, un 25,8% de 45 a 60 i un 12,1% 65 anys o més.
L'edat mediana era de 38 anys. Per cada 100 dones de 18 o més anys hi havia 100,8 homes.
La renda mediana per habitatge era de 34.432 $ i la renda mediana per família de 38.080 $. Els homes tenien una renda mediana de 33.269 $ mentre que les dones 21.563 $. La renda per capita de la població era de 19.367 $. Entorn del 19% de les famílies i el 21,9% de la població estaven per davall del llindar de pobresa.

## Poblacions més properes
El següent diagrama mostra les poblacions més properes.